# The Watch (Band)
The Watch ist eine italienische Progressive-Rock-Gruppe.

## Geschichte
Den Grundstein für The Watch legte der Sänger und Komponist Simone Rossetti (* 30. April 1971 in Mailand) Mitte der 1990er Jahre, als er die Gruppe The Nightwatch gründete. Nach dem von Kritikern und Publikum wohlwollend aufgenommenen Album Twilight (1998) und einer Tour durch Europa trennten sich die Wege der Musiker aufgrund musikalischer Differenzen. Rossetti nahm daraufhin Kontakt zu Marco Schembri (* 29. Oktober 1965 in Mailand), Roberto Leoni (* 24. Januar 1971 in Mailand), Valerio Vado (nur auf Ghost), und Gabriele Manzini auf, die er teilweise bereits von früheren musikalischen Projekten her kannte. Sie gründeten im Januar 2001 The Watch und veröffentlichten im gleichen Jahr in dieser Besetzung das Album Ghost.
Für das 2004 veröffentlichte zweite Album Vacuum wurde der Gitarrist Vado durch Ettore Salati (* 29. April 1974 in Mailand) ersetzt, der die Band bereits seit 2001 bei den Liveauftritten begleitete.
Am 23. April 2007 erschien das dritte Album Primitive, gefolgt von Planet Earth? am 20. Februar 2010. Das fünfte Album Timeless erschien am 21. Februar 2011.
The Watch treten auch als Genesis Coverband in Erscheinung und spielen des öfteren Touren, bei denen sie Genesis Alben authentisch nachspielen.

## Stil
Stilistisch ähneln die musikalischen Arbeiten von The Watch der Musik von Genesis während der Peter-Gabriel-Phase (1970–1974). The Watch sind damit der Gattung des Retro-Progs zuzuordnen. Sie schreiben eigenständige Stücke, die gleichwohl häufig auf Lieder von Genesis Bezug nehmen. Besonderes Markenzeichen der Gruppe ist die Stimme Rossettis, die der von Peter Gabriel sehr ähnlich ist. Daneben treten The Watch live überwiegend als Genesis-Tribute-Band in Europa auf.
Die Musik der Band spaltet die Kritiker in zwei Lager. Einerseits werden die Alben von Teilen der Kritik als „beste Genesis-LPs, die nicht von Genesis stammen“ gelobt. Andere bemängeln hingegen die fehlende stilistische Originalität der Band. Durch das weniger an Steve Hackett orientierte Gitarrenspiel des für das zweite Album gewonnenen Gitarristen Salati und die Verwendung digitaler Keyboards gewann der Klang der Gruppe jedoch an Modernität und Eigenständigkeit.

## Diskografie
- 1998: Twilight (unter dem Namen The Nightwatch)
- 2001: Ghost
- 2004: Vacuum
- 2006: Yellow Show 2006 (Official Live Bootleg)
- 2007: Primitive
- 2010: Planet Earth?
- 2011: Timeless
- 2011: Green Show 2011 (Official Live Bootleg)
- 2014: Tracks from the Alps
- 2017: Seven
- 2021: The Art of Bleeding